# سیارک ۷۴۳۶
سیارک ۷۴۳۶ (به انگلیسی: 7436 Kuroiwa، نامگذاری:1994CB2) هفت هزار و چهارصد و سی و ششمین سیارک کشف شده‌است که در ۸ فوریه ۱۹۹۴ کشف شد.
قدر مطلق سیارک برابر ۱۳٫۶۰ است.